# 33P/Daniel
33P/Daniel este o cometă periodică din sistemul solar cu o perioadă orbitală de aproximativ 8 ani. A fost descoperită de Zaccheus Daniel pe 7 decembrie 1909.
Se estimează că nucleul cometei are un diametru de aproximativ 2,6 kilometri.